# Tectaria menyanthidis
Tectaria menyanthidis är en ormbunkeart som först beskrevs av Presl, och fick sitt nu gällande namn av Edwin Bingham Copeland. Tectaria menyanthidis ingår i släktet Tectaria och familjen Tectariaceae. Inga underarter finns listade.